# Jean-Pierre Tahan
Pour les articles homonymes, voir Tahan (homonymie).
Jean-Pierre-Alexandre Tahan (11 octobre 1813 - 26 mars 1892) est héritier de l'atelier d'ébénisterie de son père Pierre-Lambert Tahan (1780 - 1844). C'est sous son impulsion que la maison prit une grande extension pour devenir l'une des plus célèbres de Paris.
Ébéniste attitré de Napoléon III, il devint le grand spécialiste des meubles précieux, qu'un article de 1861 paru dans La Chronique des arts et de la curiosité présentait ainsi : « C'est l'un de ces fabricants qui devancent la mode et qui donnent le ton au lieu de le subir ». Il réalise, comme Paul Sormani, de nombreux meubles précieux de petites dimensions, nécessaires et coffrets.